# Bataille de Smara (1983)
Pour les articles homonymes, voir Bataille de Smara.
Guerre du Sahara occidental
Batailles
La bataille de Smara a eu lieu du 1er au 10 septembre 1983  pendant la guerre du Sahara occidental près de Smara. Le Front Polisario attaque avec succès les forces armées royales (FAR) avant de retraiter.

## Contexte

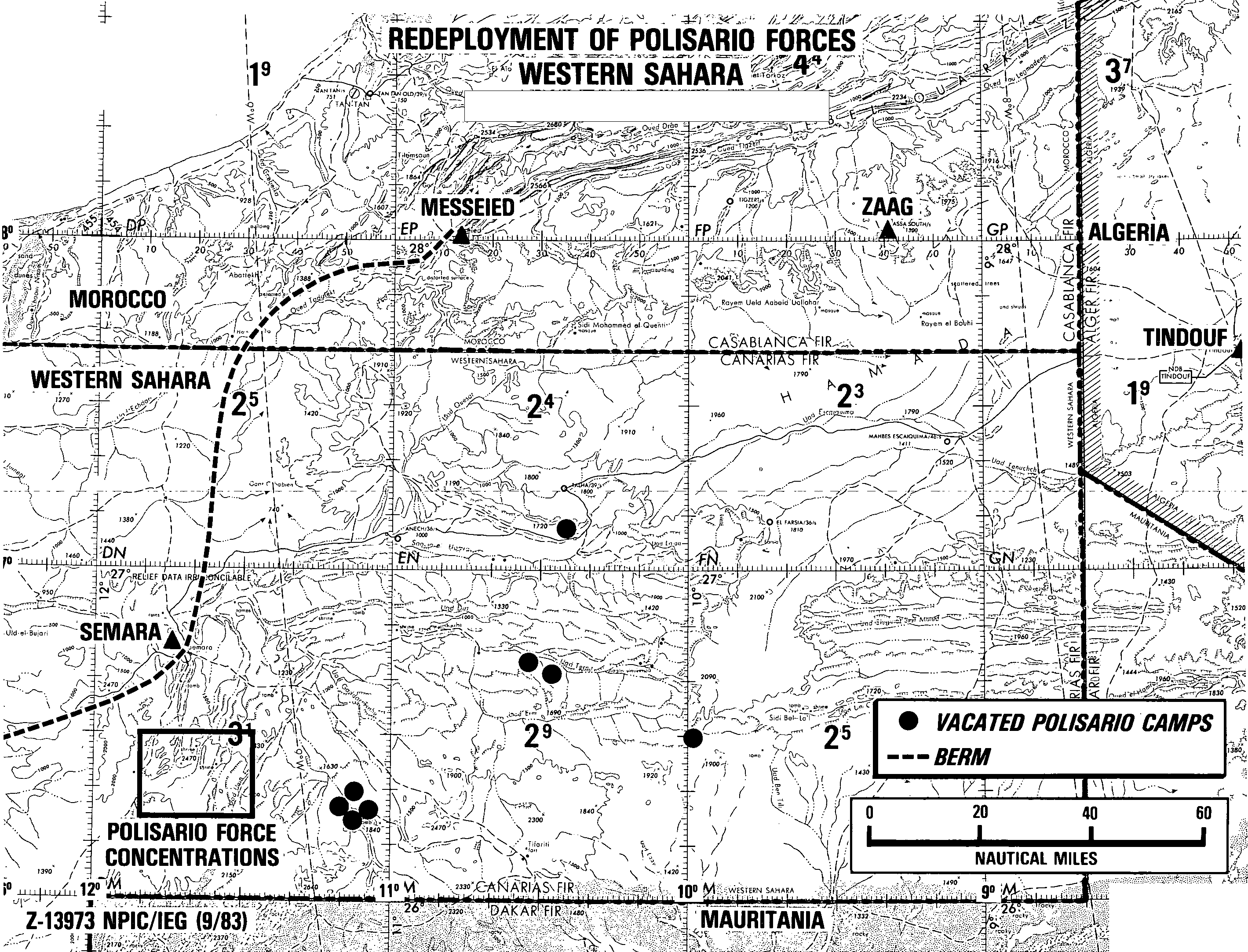
Carte de la National Geospatial-Intelligence Agency montrant la concentration de véhicules du Polisario dans la région de Smara (Semara), face au mur (berm), tandis que des camps du Polisario ont été vidés (vacated polisario camps).

Cette attaque fait suite à l'attaque de Lemsied mi-juillet 1983. La première attaque est revendiquée par le Polisario le 2 septembre au moment où Jeane Kirkpatrick, ambassadrice des États-Unis à l'ONU, est en visite au Sahara occidental. L'attaque du 10 septembre a lieu alors que le vice-président américain George H. W. Bush est en visite à Rabat.
Les indépendantistes engagent deux bataillons blindés et cinq bataillons motorisés, soit 85 chars et 5 000 hommes. D'autres sources donnent 1 500 hommes et 150 véhicules blindés. D'après les analyses de la CIA, au moins 100 véhicules sont stationnés début novembre 1983 au sud et au sud-est de Smara, tandis que 9 camps sahraouis dans la région de Tifariti ont été vidés.

## Déroulement

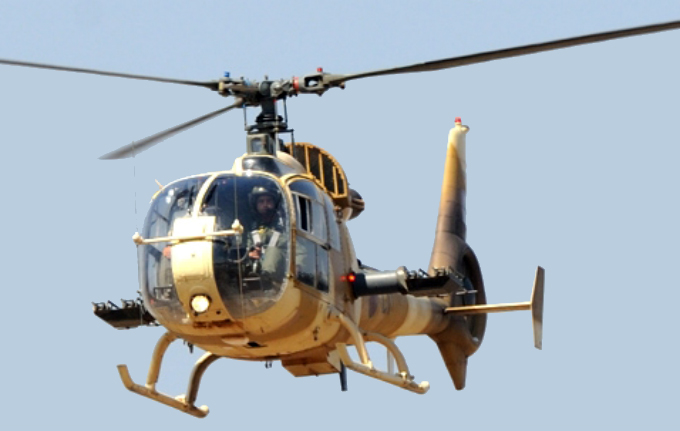
Un hélicoptère Gazelle marocain en 2014.

Trois attaques ont lieu, le 1er, le 3 et le 10 septembre 1983. Le Polisario attaque près de Smara en une seule grande vague blindée de « style soviétique » sur un front de 50 km. Les indépendantistes capturent 5 importants points d'appui sur le mur, qu'ils tiendront pendant plusieurs jours. Les 9K32 Strela-2 bloquent les contre-attaques de l'aviation marocaine mais les hélicoptères Gazelle armés de missiles HOT et les chasseurs bombardiers Northrop F-5 et Mirage F1 repoussent finalement les sahraouis.

Étapes de la construction du mur des sables. En 1983 le mur passe juste à côté de Smara.

## Pertes et conséquences
Le système radar marocain est désorganisé par l'attaque. Le Polisario revendique la destruction de 39 blindés, donc au moins 7 chars SK-105, de 55 véhicules, de plusieurs batteries de canons de 155 mm et orgues de Staline, de 4 missiles TOW et MILAN et la mort de plus de 595 soldats marocains,. Le Maroc annonce que 150 indépendantistes ont été tués et plus de 300 blessés.
Le Polisario montre ses capacités logistiques, ayant pu déplacer une énorme force sans difficultés sur le territoire non contrôlé par le Maroc. Bien que l'attaque soit finalement repoussée, les moyens militaires du Polisario ont été impressionnants.
Cette attaque incite le roi Hassan II à construire le 2e mur des sables, qui éloigne Smara des territoires tenus par les indépendantistes. Le commandant sahraoui de l'attaque, Sidi Ahmed El Batal, est blessé dans une explosion et perd la vue.

### Sources bibliographiques
1. 1 2 3 4  Strategic Survey, p. 107.
2. ↑  Verniot, p. 650.
3. 1 2  Fuente & Mariño, p. 110.
4. ↑  Verniot, p. 651.
5. ↑  Ali, p. 161.
6. 1 2  Hollowell, p. 117.